# スワロー・サイドカー・カンパニー

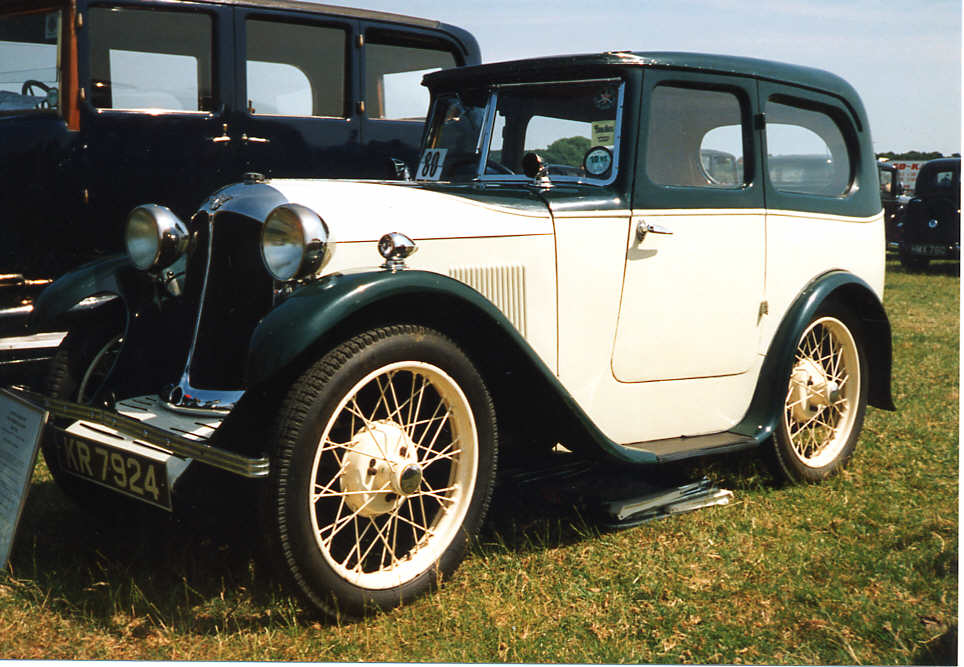
オースチン・セブン・スワロー・サルーン（1931年）

スワロー・サイドカー・カンパニー（Swallow Sidecar Company ）は、ウィリアム・ウォームズレイ（William Walmsley ）とウィリアム・ライオンズにより、イギリスのブラックプールでモーターサイクル・サイドカー製作のために1922年9月4日設立された会社である。
ライオンズは1921年、20歳の時にウォームズレイと出会い、彼のサイドカー製作に魅せられていた。ライオンズは、ウォームズレイと仕事をするまではマンチェスターのクロスレー・モーターズ（Crossley Motors ）で見習いとして働いていた。
1926年、会社は乗用車のコーチワークをおこなうようになりスワロー・サイドカー・アンド・コーチビルディング・カンパニー（Swallow Sidecar and Coachbuilding Company ）と社名を変更。最初におこなったのはタルボットのボディを彼らのボディで載せ換える仕事だった。これが評判となり自信をつけ、その後は主にオースチン・7、他にフィアット、スタンダード、スイフトなどを手がけるようになる。1927年、社名からサイドカーをはずし、スワロー・コーチビルディング・カンパニー（Swallow Coachbuilding Company）とした。
ビジネスが軌道に乗り、依頼を受ける企業からもっと近くへ来るよう要請され、1928年、英国自動車業界の中心地、コヴェントリーへ移転した。会社は成長をつづけ、1929年にはロンドンモーターショーに出展することができる企業となった。
1933年にはスタンダードにシャシーの専用設計を依頼し製造させ、それに架装した「SS1」と「SS2」を発表した。これがきっかけとなり、1934年社名をSSカーズとした。ウォームズレイはこの直前に引退。戦後1945年にはジャガーとなった。
その間の1935年に、サイドカー生産はバーミンガム、アルビオン・ロードに子会社を置きスワロー・コーチビルディング・カンパニー(1935)リミテッド（Swallow Coachbuilding Co. (1935) Ltd ）としておこなうようになった。
1945年末、航空機メンテナンスサービス業のヘリウェルグループが、すでに操業を停止していたこのサイドカー生産子会社を買い取った。ヘリウェルはウォルソール空港（Walsall Airport ）の自社の作業場で、スワローが行っていた従来どおりのやり方で生産をつづけ、また、商標も同じものを使い「スワロー・ドレッティ」（Swallow Doretti ）として販売した。この生産は1950年後半に終了している。